# Musikjahr 1498
Liste der Musikjahre

1495 | 1496 | 1497 | Musikjahr 1498 | 1499 | 1500 | 1501 | 1502 | ► | ►►

Weitere Ereignisse
Dieser Artikel behandelt das Musikjahr 1498.

## Ereignisse und Personalia

### Großfürstentum Litauen
- Spätestens 1498 wird Heinrich Finck in Vilnius Mitglied der Kapelle des Großfürsten Alexander von Litauen.[1]

### Heiliges Römisches Reich

#### Grafschaft Flandern
- 00. Dezember: Jacob Obrecht nimmt wieder seine alte Stelle als Succentor an der Sint-Donaaskathedraal in Brügge an.[2]
- Gaspar van Weerbeke ist von 1495 bis 1498 Sänger an der Sint-Donaaskathedraal in Brügge.[3]

#### Habsburgische Erblande
- 30. Juni: Maximilian I. begründet die Wiener Sängerknaben als Teil seiner musikalischen Hofkapelle.[4]
- 23. Juli: Der Komponist Ludwig Senfl steht erstmals auf der Gehaltsliste Kaiser Maximilians I.[5]
- Georg von Slatkonia übernimmt die Leitung der Hofkapelle und wird von König Maximilian I. mit ihrer Reorganisation beauftragt.[6]
- Der franko-flämische Sänger und Komponist Adam Rener wird Chorknabe der Hofkapelle.[7]

#### Herzogtum Brabant
- Der franko-flämische Komponist Matthaeus Pipelare wird zangmeester der Bruderschaft Unserer Lieben Frau in ’s-Hertogenbosch und hat diese Stellung vom Frühjahr des Jahres bis 1. Mai 1500 inne.[8]
- Henricus de Houterlé gründet in Leuven an der Kirche eine Kapelle, in welcher sieben Chorknaben in gregorianischem und polyphonen Gesang ausgebildet werden.[9]

#### Hochstift Cambrai
- Der franco-flämische Komponist Loyset Compère ist zwischen 30. April 1498 und 5. Mai 1500 Dekan an der Kirche Saint-Géry in Cambrai.[10]

#### Kurfürstentum Sachsen
- Martin Luther ist Mitglied der Kurrende der dominikanischen Lateinschule.

#### Reichsstadt Köln
- Nicolaus Wollick studiert in Köln und erhält Musikunterricht bei Melchior Schanppecher.[11]

#### Vorderösterreichische Lande
- Der Organist Hans Kotter studiert zwischen 1498 und 1500 bei Paul Hofhaimer in Innsbruck.[12]

### Italienische Staaten

#### Herzogtum Mailand
- Der italienische Dichter und Musiktheoretiker Nicolò Burzio kehrt in seinen Geburtsort Parma zurück.[13]

#### Kirchenstaat
- Der Humanist und Musiktheoretiker Paolo Cortese wird in Rom päpstlicher Sekretär.[14]

#### Republik Florenz
- Nach dem Tod des Bußpredigers Girolamo Savonarola wird wieder begonnen, Feste und Festlichkeiten mit neuem Elan abzuhalten.

#### Republik Venedig
- 25. März: Ottaviano Petrucci erhält in Venedig von der Signoria ein zwanzig Jahre geltendes Patent für Notendruck ausgestellt.[15]
- Der italienische Komponist und Lautenist Vincenzo Capirola lebt wieder in Brescia.[16]
- Crispin van Stappen ist Magister cantus an der Kathedrale von Padua.[17]

### Königreich Aragón
- 11. Mai: Der spanische Sänger und Komponist Francisco de Peñalosa wird Mitglied der königlichen Hofkapelle von Aragón.[18]

### Königreich Frankreich
- Der französische Sänger und Komponist Antoine Brumel ist ab 5. Januar verantwortlich für die Erziehung und musikalische Ausbildung der Knaben an der Kathedrale Notre-Dame de Paris.[19]

### Königreich Kastilien
- Lucas Fernandez wird Kapellmeister an der Kathedrale von Salamanca.[20]
- Der seit 1484 im Chor der Kathedrale singende Sänger Juan del Encina bewirbt sich erfolglos um die Stellung des Kapellmeisters in Salamanca.[21]
- Der spanische Sänger und Komponist Juan Escribano wird Sopransänger im Chor der Kathedrale von Salamanca.[22]

## Musikinstrumente
- Bartolomeo Antegnati errichtet die Orgel in San Lorenzo Maggiore in Mailand.[23]
- Hans Neuschel der Jüngere verbessert ihn Nürnberg das Herstellungsverfahren von Posaunen.[24]
- Der Orgelbauer Hans Tugi aus Basel erhält den Auftrag zur Errichtung einer Orgel im Konstanzer Münster.

## Geboren

### Genaues Geburtsdatum unbekannt
- Julio Segni, italienischer Komponist aus Monza († 1561)[25]

### Geboren um 1498
- Jean Conseil, Komponist († 1534)[26]
- Nicolas Martin, französischer Komponist († um 1566)[27]

## Gestorben

### Todesdatum gesichert
- 24. Dezember: Ottaviano Scotto der Ältere, Musikdrucker (einer der ersten italienischen Drucker von Messbüchern mit Noten) und Verleger (* unbekannt)[28]

### Gestorben um 1498
- Judochus de Kessalia, französischer Sänger (* um 1440)[29]

### Gestorben nach 1498
- Adrien Basin, franko-flämischer Komponist (* unbekannt)[30]